# Fall River County
Fall River County ist ein County im Bundesstaat South Dakota der Vereinigten Staaten. Das U.S. Census Bureau hat bei der Volkszählung 2020 eine Einwohnerzahl von 6973 ermittelt.

## Geographie
Der Bezirk hat eine Fläche von 1749 Quadratkilometern, davon sind 24 km² (0,53 %) Wasserfläche. Er ist in drei Townships eingeteilt: Argentine, Provo und Robins; sowie zwei unorganisierte Territorien: Northeast Fall River und Southwest Fall River.

## Geschichte
Das County wurde am 3. April 1883 gegründet und nach den Wasserfällen (eng.: „Falls“) und Stromschnellen in der Region benannt, wobei die Bezeichnung aus der Sioux-Sprache übernommen wurde.

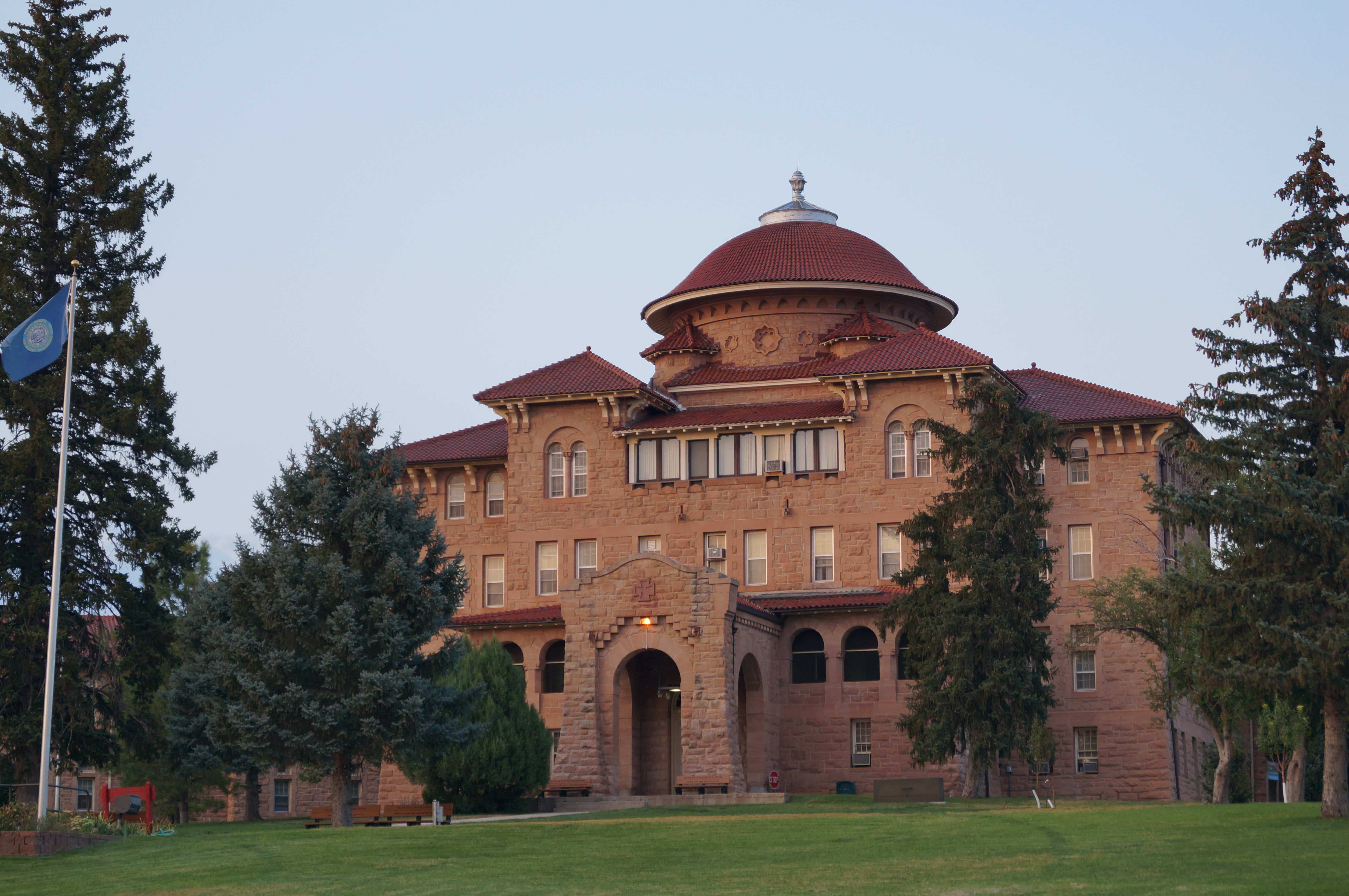
National Home for Disabled Volunteer Soldiers (2012)

Ein Ort im County hat den Status einer National Historic Landmark, das National Home for Disabled Volunteer Soldiers. 72 Bauwerke und Stätten des Countys sind im National Register of Historic Places (NRHP) eingetragen (Stand 31. Juli 2018).

## Bevölkerungsentwicklung

| 1900 | 1910 | 1920 | 1930 | 1940 | 1950   | 1960   | 1970 | 1980 | 1990 | 2000 | 2010 | 2020 |
| ---- | ---- | ---- | ---- | ---- | ------ | ------ | ---- | ---- | ---- | ---- | ---- | ---- |
| 3541 | 7763 | 6985 | 8741 | 8089 | 10.439 | 10.688 | 7505 | 8439 | 7353 | 7453 | 7094 | 6973 |

## Städte und Gemeinden
Städte (cities)
- Edgemont
- Hot Springs

Gemeinden (towns)
- Olrichs
- Ardmore (Geisterstadt)